# Oscarverleihung 1991
Übersicht aller ausgezeichneten Filme

◄◄ | ◄ | 1987 | 1988 | 1989 | 1990 | Oscarverleihung 1991 | 1992 | 1993 | 1994 | 1995 | ► | ►►

Weitere Ereignisse
Die Oscarverleihung 1991 fand am 25. März 1991 im Shrine Auditorium in Los Angeles statt. Es waren die 63rd Annual Academy Awards. Im Jahr der Auszeichnung werden immer Filme des vergangenen Jahres ausgezeichnet, in diesem Fall also die Filme des Jahres 1990.
| Film                                      | N  | A |
| ----------------------------------------- | -- | - |
| Der mit dem Wolf tanzt                    | 12 | 7 |
| Dick Tracy                                | 7  | 3 |
| Der Pate III                              | 7  | 0 |
| GoodFellas – Drei Jahrzehnte in der Mafia | 6  | 1 |
| Cyrano von Bergerac                       | 5  | 1 |
| Ghost – Nachricht von Sam                 | 5  | 2 |
| Avalon                                    | 4  | 0 |
| Grifters                                  | 4  | 0 |
| Die Affäre der Sunny von B.               | 3  | 1 |
| Jagd auf Roter Oktober                    | 3  | 1 |
| Zeit des Erwachens                        | 3  | 0 |
| Grüße aus Hollywood                       | 2  | 0 |
| Hamlet                                    | 2  | 0 |
| Kevin – Allein zu Haus                    | 2  | 0 |
| Die totale Erinnerung – Total Recall      | 2  | 0 |

## Moderation
Billy Crystal führte zum zweiten Mal in Folge als Moderator durch die Oscarverleihung. Die Präsentatoren der Kandidaten sind bei den jeweiligen Kategorien weiter unten aufgeführt.

## Gewinner und Nominierungen

### Bester Film
präsentiert von Barbra Streisand
Der mit dem Wolf tanzt (Dances with Wolves) – Kevin Costner, Jim Wilson
Ghost – Nachricht von Sam (Ghost) – Lisa Weinstein
GoodFellas – Drei Jahrzehnte in der Mafia (Goodfellas) – Irwin Winkler
Der Pate III (The Godfather: Part III) – Francis Ford Coppola
Zeit des Erwachens (Awakenings) – Lawrence Lasker, Walter F. Parkes

### Beste Regie
präsentiert von Tom Cruise
Kevin Costner – Der mit dem Wolf tanzt (Dances with Wolves)
Francis Ford Coppola – Der Pate III (The Godfather: Part III)
Stephen Frears – Grifters (The Grifters)
Barbet Schroeder – Die Affäre der Sunny von B. (Reversal of Fortune)
Martin Scorsese – GoodFellas – Drei Jahrzehnte in der Mafia (Goodfellas)

### Bester Hauptdarsteller
präsentiert von Jessica Tandy
Jeremy Irons – Die Affäre der Sunny von B. (Reversal of Fortune)
Kevin Costner – Der mit dem Wolf tanzt (Dances with Wolves)
Robert De Niro – Zeit des Erwachens (Awakenings)
Gérard Depardieu – Cyrano von Bergerac (Cyrano de Bergerac)
Richard Harris – Das Feld (The Field)

### Beste Hauptdarstellerin
präsentiert von Daniel Day-Lewis
Kathy Bates – Misery
Anjelica Huston – Grifters (The Grifters)
Julia Roberts – Pretty Woman
Meryl Streep – Grüße aus Hollywood (Postcards from the Edge)
Joanne Woodward – Mr. & Mrs. Bridge

### Bester Nebendarsteller
präsentiert von Brenda Fricker
Joe Pesci – GoodFellas – Drei Jahrzehnte in der Mafia (Goodfellas)
Bruce Davison – Freundschaft fürs Leben (Longtime Companion)
Andy García – Der Pate III (The Godfather: Part III)
Graham Greene – Der mit dem Wolf tanzt (Dances with Wolves)
Al Pacino – Dick Tracy

### Beste Nebendarstellerin
präsentiert von Denzel Washington
Whoopi Goldberg – Ghost – Nachricht von Sam (Ghost)
Annette Bening – Grifters (The Grifters)
Lorraine Bracco – GoodFellas – Drei Jahrzehnte in der Mafia (Goodfellas)
Diane Ladd – Wild at Heart – Die Geschichte von Sailor und Lula (Wild at Heart)
Mary McDonnell – Der mit dem Wolf tanzt (Dances with Wolves)

### Bestes Originaldrehbuch
präsentiert von Jodie Foster und Anthony Hopkins
Bruce Joel Rubin – Ghost – Nachricht von Sam (Ghost)
Woody Allen – Alice
Barry Levinson – Avalon
Whit Stillman – Metropolitan – Verdammt, bourgeois, verliebt (Metropolitan)
Peter Weir – Green Card – Schein-Ehe mit Hindernissen (Green Card)

### Bestes adaptiertes Drehbuch
präsentiert von Jodie Foster und Anthony Hopkins
Michael Blake – Der mit dem Wolf tanzt (Dances with Wolves)
Nicholas Kazan – Die Affäre der Sunny von B. (Reversal of Fortune)
Nicholas Pileggi, Martin Scorsese – GoodFellas – Drei Jahrzehnte in der Mafia (Goodfellas)
Donald E. Westlake – Grifters (The Grifters)
Steven Zaillian – Zeit des Erwachens (Awakenings)

### Beste Kamera
präsentiert von Glenn Close
Dean Semler – Der mit dem Wolf tanzt (Dances with Wolves)
Allen Daviau – Avalon
Philippe Rousselot – Henry & June
Vittorio Storaro – Dick Tracy
Gordon Willis – Der Pate III (The Godfather: Part III)

### Bestes Szenenbild
präsentiert von Richard Gere und Susan Sarandon
Rick Simpson, Richard Sylbert – Dick Tracy
Lisa Dean, Jeffrey Beecroft – Der mit dem Wolf tanzt (Dances with Wolves)
Dante Ferretti, Francesca Lo Schiavo – Hamlet
Gary Fettis, Dean Tavoularis – Der Pate III (The Godfather: Part III)
Ezio Frigerio, Jacques Rouxel – Cyrano von Bergerac (Cyrano de Bergerac)

### Bestes Kostümdesign
präsentiert von Annette Bening
Franca Squarciapino – Cyrano von Bergerac (Cyrano de Bergerac)
Milena Canonero – Dick Tracy
Gloria Gresham – Avalon
Maurizio Millenotti – Hamlet
Elsa Zamparelli – Der mit dem Wolf tanzt (Dances with Wolves)

### Bestes Make-up
präsentiert von Anne Archer
John Caglione junior, Doug Drexler – Dick Tracy
Michèle Burke, Jean-Pierre Eychenne – Cyrano von Bergerac (Cyrano de Bergerac)
Ve Neill, Stan Winston – Edward mit den Scherenhänden (Edward Scissorhands)

### Beste Filmmusik
präsentiert von Alec Baldwin und Kim Basinger
John Barry – Der mit dem Wolf tanzt (Dances with Wolves)
Dave Grusin – Havanna
Maurice Jarre – Ghost – Nachricht von Sam (Ghost)
Randy Newman – Avalon
John Williams – Kevin – Allein zu Haus (Home Alone)

### Bester Song
präsentiert von Ann-Margret und Gregory Hines
„Sooner or Later (I Always Get My Man)“ aus Dick Tracy – Stephen Sondheim
„Blaze of Glory“ aus Blaze of Glory – Flammender Ruhm (Young Guns II) – Jon Bon Jovi
„I’m Checkin’ Out“ aus Grüße aus Hollywood (Postcards from the Edge) – Shel Silverstein
„Promise Me You’ll Remember“ aus Der Pate III (The Godfather: Part III) – John Bettis, Carmine Coppola
„Somewhere in My Memory“ aus Kevin – Allein zu Haus (Home Alone) – Leslie Bricusse, John Williams

### Bester Schnitt
präsentiert von Danny Glover und Kevin Kline
Neil Travis – Der mit dem Wolf tanzt (Dances with Wolves)
Lisa Fruchtman, Barry Malkin, Walter Murch – Der Pate III (The Godfather: Part III)
Walter Murch – Ghost – Nachricht von Sam (Ghost)
Thelma Schoonmaker – GoodFellas – Drei Jahrzehnte in der Mafia (Goodfellas)
Dennis Virkler, John Wright – Jagd auf Roter Oktober (The Hunt for Red October)

### Beste Tonmischung
präsentiert von Dianne Wiest
Bill W. Benton, Jeffrey Perkins, Gregory H. Watkins, Russell Williams II – Der mit dem Wolf tanzt (Dances with Wolves)
Don J. Bassman, Kevin F. Cleary, Richard Bryce Goodman, Richard Overton – Jagd auf Roter Oktober (The Hunt for Red October)
David E. Campbell, Thomas Causey, Doug Hemphill, Chris Jenkins – Dick Tracy
Rick Kline, Donald O. Mitchell, Kevin O’Connell, Charles M. Wilburn – Tage des Donners (Days of Thunder)
Michael J. Kohut, Carlos Delarios, Aaron Rochin, Nelson Stoll – Die totale Erinnerung – Total Recall (Total Recall)

### Bester Tonschnitt
präsentiert von Whoopi Goldberg und Andy García
Cecelia Hall, George Watters II – Jagd auf Roter Oktober (The Hunt for Red October)
Charles L. Campbell, Richard C. Franklin – Flatliners – Heute ist ein schöner Tag zum Sterben (Flatliners)
Stephen Hunter Flick – Die totale Erinnerung – Total Recall (Total Recall)

### Beste Dokumentarfilm (Kurzfilm)
präsentiert von Phoebe Cates und Ron Silver
Days of Waiting – Steven Okazaki
Burning Down Tomorrow – Kit Thomas
Chimps: So Like Us – Karen Goodman, Kirk Simon
Journey Into Life: The World of the Unborn – Derek Bromhall
Rose Kennedy: A Life to Remember – Freida Lee Mock, Terry Sanders

### Beste Dokumentarfilm (Langform)
präsentiert von Phoebe Cates und Ron Silver
American Dream – Arthur Cohn, Barbara Kopple
Berkeley in the Sixties – Die Geburt der 68er Bewegung (Berkeley in the Sixties) – Mark Kitchell
Building Bombs – Mark Mori, Susan Robinson
Forever Activists: Stories from the Veterans of the Abraham-Lincoln-Brigade – Judith Montell
Waldo Salt: A Screenwriter’s Journey – Robert Hillmann, Eugene Corr

### Bester Kurzfilm (animiert)
Creature Comforts – Nick Park
Cavallette – Bruno Bozzetto
Wallace & Gromit – Alles Käse (A Grand Day Out with Wallace and Gromit) – Nick Park

### Bester Kurzfilm (Live Action)
präsentiert von Chevy Chase und Martin Short
The Lunch Date – Adam Davidson
Bronx Cheers – Raymond De Felitta, Matthew Gross
Dear Rosie – Peter Cattaneo, Barnaby Thompson
Senzeni Na? – Bernard Joffa, Anthony E. Nicholas
12:01 PM – Hillary Anne Ripps, Jonathan Heap

### Bester fremdsprachiger Film
präsentiert von Dustin Hoffman
Reise der Hoffnung, Schweiz – Xavier Koller 
Cyrano von Bergerac (Cyrano de Bergerac), Frankreich – Jean-Paul Rappeneau
Judou (Ju Dou), China – Zhang Yimou
Offene Türen (Porte aperte), Italien – Gianni Amelio
Das schreckliche Mädchen, Deutschland – Michael Verhoeven

## Ehren-Oscars

### Honorary Award
präsentiert von Anjelica Huston
- Myrna Loy

präsentiert von Gregory Peck
- Sophia Loren

### Special Achievement Award
präsentiert von Jack Valenti
- Rob Bottin, Eric Brevig, Alex Funke, Tim McGovern für die besten Spezialeffekte in Die totale Erinnerung – Total Recall (Total Recall)

### Irving G. Thalberg Memorial Award
präsentiert von Michael Douglas
- Richard D. Zanuck
- David Brown

### Gordon E. Sawyer Award
- Stefan Kudelski

### Medal of Commendation
- Roderick T. Ryan

### Academy Award of Merit
- Eastman Kodak Company